# Där våra floder rinner samman
Där våra floder rinner samman från 2024, är den första delen i en trilogi av diktsamlingar av den svenske poeten Håkan Sandell. Trilogin går under namnet Tre floder, där varje bok utgår från ett av grundelementen vatten, tid och ljus. Boken följdes av Under jagande moln (2025).